# Marthanda Varma

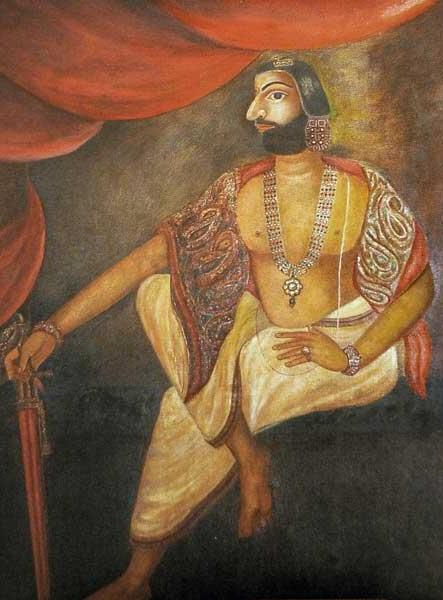
Marthanda Varma

Anizham Thirunal Marthanda Varma (Malayalam: അനിഴം തിരുനാൾ മാർത്താണ്ഡവർമ്മ) foi o monarca fundador do sul da Índia Reino de Travancore (anteriormente Venadu) de 1729 até sua morte em 1758. Ele foi sucedido por Rama Varma ("Dharma Raja") (1758–98).

## Vida
Marthanda Varma derrotou as forças holandesas da Companhia das Índias Orientais na Batalha de Colachel em 1741. Ele também pôs fim aos pilares de ettuveetil e ao conselho de ettara yogam e assumiu o poder total como rei. Os Yogakars e Pillamars sempre foram contra a Família Real de Venad (PPadmabhaswamy Temple Judgement página:16). Ele então adotou um modo europeu de disciplina para seu exército e expandiu seu reino para o norte (para o que se tornou o estado moderno de Travancore). Ele construiu um exército permanente considerável de cerca de 50 000 homens, como parte do projeto de uma máquina de guerra "elaborada e bem organizada", com o papel do exército travancor e fortificou a fronteira norte de seu reino. Sua aliança em 1757 com o governante de Kochi (Cochin), contra o reino do norte de Calicute, permitiu que o reino de Kochi sobrevivesse.
Travancore sob Marthanda Varma fez uma tentativa deliberada de consolidar seu poder pelo uso do comércio do Oceano Índico. Era política de Marthanda Varma oferecer assistência aos comerciantes sírios cristãos (como forma de limitar o envolvimento europeu no comércio marítimo). A principal mercadoria era a pimenta-do-reino, mas outras mercadorias também passaram a ser definidas como itens de monopólio real (exigindo licença para comércio) entre as décadas de 1740 e 1780. Eventualmente, Travancore desafiou e quebrou o bloqueio holandês da costa de Kerala.
Trivandrum tornou-se uma cidade proeminente em Kerala sob Marthanda Varma. Ele empreendeu muitos trabalhos de irrigação, construiu estradas e canais de comunicação e incentivou ativamente o comércio exterior. Em janeiro de 1750, Marthanda Varma decidiu "doar" seu reino ao último Tiruvadi Sri Padmanabha (Vishnu) e, posteriormente, governar como o "vice-regente" da divindade (Sri Padmanabha Dasa). As políticas de Marthanda Varma foram continuadas em grande parte por seu sucessor, Rama Varma ("Dharma Raja").